# Nephelomyias lintoni
Nephelomyias lintoni là một loài chim trong họ Tyrannidae.